# Гаман Микола Васильович
Микола Васильович Гаман (27 червня 1954) — державний службовець, до 2019 року — перший заступник Керуючого справами Апарату Верховної Ради України. Орден «За заслуги» І ступеня (2019), заслужений економіст України, доктор наук з державного управління (2005), професор Національної академії державного управління при президентові України.
Тема дисертації на отримання ступеня доктора наук з державного управління: «Державне управління інноваційною діяльністю в Україні» (2005).